# 伊尔维尔
伊尔维尔（法語：Irreville，法語發音：[iʁvil]）是法国厄尔省的一个市镇，属于埃夫勒区。

## 地理
伊尔维尔（49°5'44"N, 1°12'17"E）面积5.6 平方千米，位于法国诺曼底大区厄尔省，该省份为法国北部内陆省份，北起滨海塞纳省，西接奧恩省和卡爾瓦多斯省，南至厄尔-卢瓦省，东临瓦兹省、瓦兹河谷省和伊夫林省。
与伊尔维尔接壤的市镇（或旧市镇、城区）包括：勒布莱莫兰、厄尔河畔卡伊、拉沙佩勒-迪布瓦德福、克莱瓦莱德尔、达尔代、厄尔河畔厄德勒维尔、勒伊。

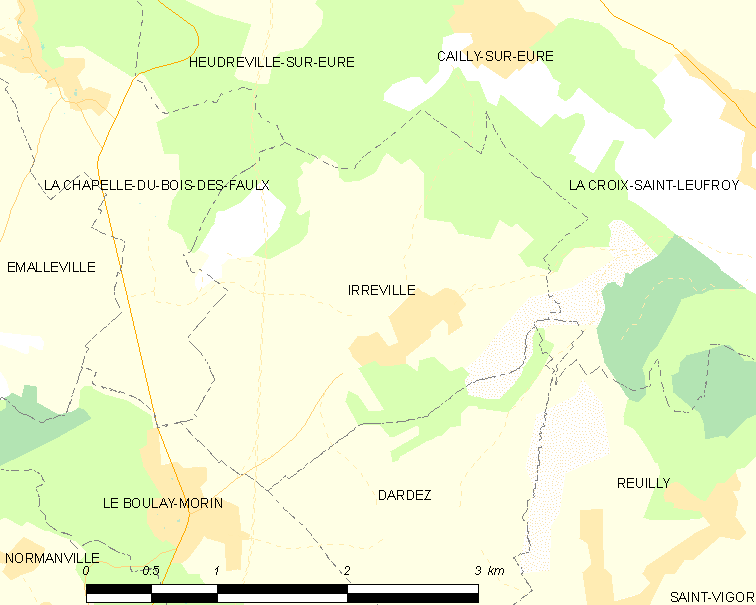
伊尔维尔的OSM定位图

伊尔维尔的时区为UTC+01:00、UTC+02:00（夏令时）。

## 行政
伊尔维尔的邮政编码为27930，INSEE市镇编码为27353。

## 政治
伊尔维尔所属的省级选区为埃夫勒第二县。

## 人口

1962-2008年间伊尔维尔人口变化图示

伊尔维尔于2022年1月1日时的人口数量为472人。